# Jezerka
Jezerka je desna pritoka Vrbanje. Izvire na jugozapadnim padinama Uzlomca, na oko 900 m n/v, a između Gradine (982 m) i Ostruga (1002 m). Teče u pravcu sjeveroistok – jugozapad, padinama iznad Obodnika. Na podugoj visoravni protječe ispod sela Žilići, između Grabika i Jankovine. Ušće joj je par kilometara uzvodno od Vrbanjaca, uz magistralnu cestu M-4 (Banjaluka – Doboj). Veće pritoke su joj Ilića potok i Pirizevac (obje desne). Koncem pedesetih godina prošlog stoljeća, na ovoj rijeci je bilo sedam mlinova (vodenica).
Na visoravni gornjeg toka Jezeke ukršta se više lokalnih puteva, koji izlaze u Gornji Obodnik ili direktno na magistralnu cestu M-4.
Sa sjeveroistočne strane Uzlomca (vrh 1002 m n/v) je prijevoj koji rasdvaja slivove Vrbanje i Velike Ukrine (Božića potok i sliv Bistrice).

## Literatura
1. ↑  Magic Map, izd. (2012): Bosna i Hercegovina – Geografska karta.  978-86-7802-025-4.
2. ↑  Banja Luka Map | Bosnia and Herzegovina Google Satellite Maps
3. ↑  Vojnogeografski institut, Izd. (1955): Prnjavor (List karte 1:100.000, Izohipse na 20 m). Vojnogeografski institut, Beograd.
4. ↑  Spahić M. et al. (2000): Bosna i Hercegovina (1:250.000). Izdavačko preduzeće „Sejtarija“, Sarajevo.
5. ↑  Mučibabić B., Ur. (1998): Geografski atlas Bosne i Hercegovine. Geodetski zavod BiH, Sarajevo.
6. ↑  http://www.rhmzrs.com/https://maps.google.com/%5B%5D
7. ↑  Serbia: Interactive Map
8. ↑  Karta BiH - Karta Bosne i Hercegovine

## Vodi još
- Vrbanja
- Vrbanjci
- Kotor Varoš